# Baudilio Tomé Muguruza
José Manuel Soria López (ur. 12 maja 1962 w Leónie) – hiszpański polityk i prawnik, parlamentarzysta, działacz Partii Ludowej, audytor w Europejskim Trybunale Obrachunkowym.

## Życiorys
Ukończył w 1985 prawo na Uniwersytecie Complutense w Madrycie. W 1989 został absolwentem ekonomii na prowadzącym edukację na odległość uniwersytecie UNED. W 1992 uzyskał magisterium w Harvard Law School wchodzącej w skład Uniwersytetu Harvarda.
Pracował w administracji skarbowej jako inspektor podatkowy, był także nauczycielem akademickim m.in. na macierzystej uczelni. W 1996 został zatrudniony w biurze premiera José Maríi Aznara jako dyrektor departamentu ds gospodarczych i społecznych, następnie jako dyrektor biura ds. budżetu. W latach 2000–2002 pełnił funkcję sekretarza stanu w ministerstwie nauki i technologii. Później do 2004 był dyrektorem departamentu ds. badań naukowych i komunikacji politycznej w biurze premiera, pełnił też funkcję sekretarza generalnego fundacji FAES.
W wyborach w 2004 z listy Partii Ludowej uzyskał mandat posła do Kongresu Deputowanych VIII kadencji w okręgu Saragossa. W 2008 i 2011 z powodzeniem ubiegał się o reelekcję. W marcu 2012 został hiszpańskim przedstawicielem w Europejskim Trybunale Obrachunkowym.